# Valiato de Salónica
El valiato de Salónica (en turco otomano, ولايت سلانيك, Vilâyet-i Selânik) fue un valiato del Imperio Otomano a partir de 1867 hasta 1912. En el siglo XIX que al parecer tenía un área de 12.950 millas cuadradas (33.500 km²).
El valiato estaba limitada por el Principado (más tarde Reino) de Bulgaria al norte, Rumelia Oriental en el noreste (después del Tratado de Berlín); el valiato de Edirne en el este, el mar Egeo en el sur; el valiato de Monastir y el sanjak independiente de Serfije en el oeste (después de 1881); y el valiato de Kosovo en el noroeste.
El valiato ocupaba las partes central y oriental de la actual Macedonia griega y la Macedonia de Pirin de Bulgaria. Fue disuelta después de guerras de los Balcanes y se dividió entre el Reino de Grecia, el Reino de Serbia y de la autocracia de Bulgaria en el año 1913.

## Divisiones administrativas

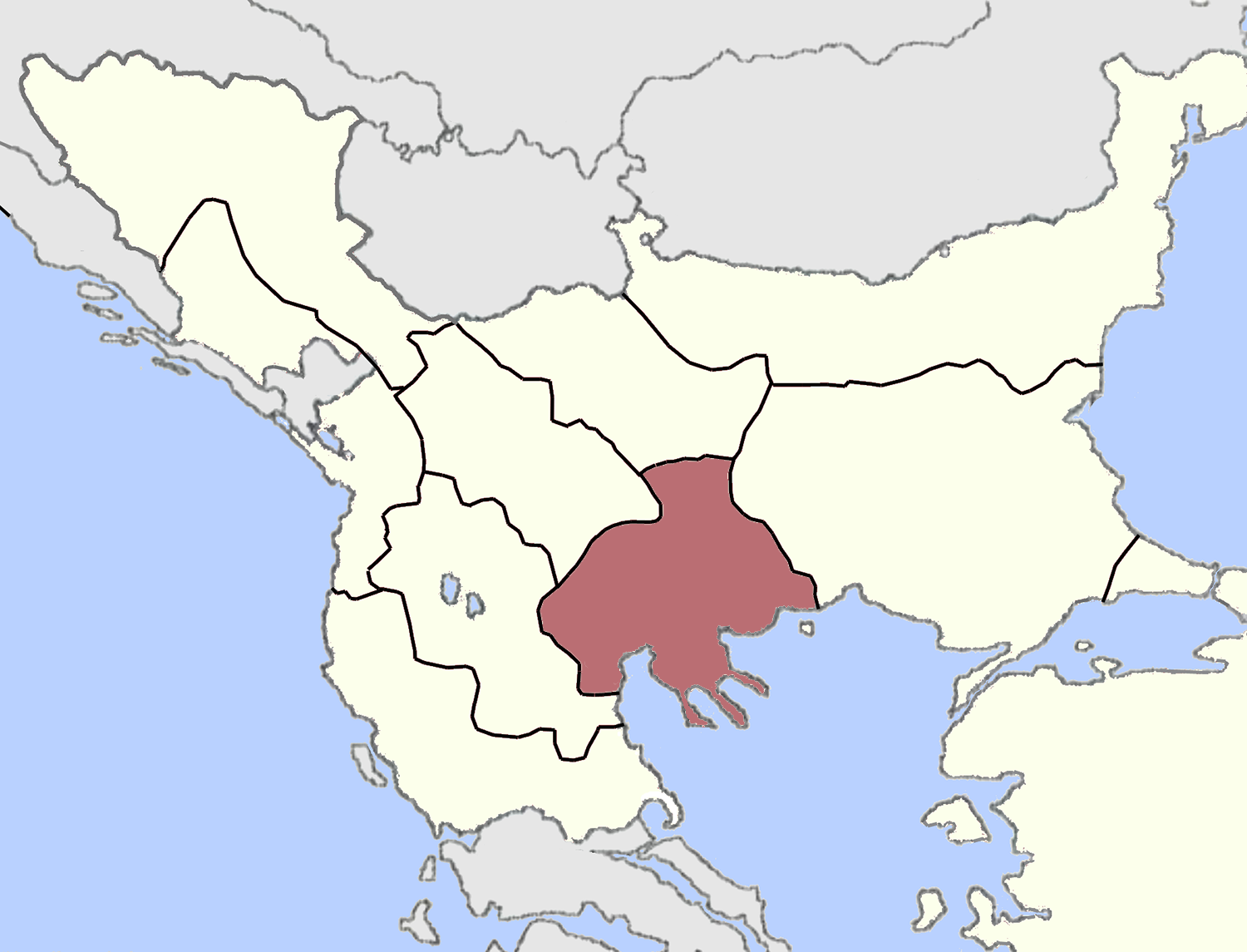
Valiato de Salónica en 1860.

Sanjacados del valiato:
- Sanjacado de Salónica
- Sanjacado de Serres
- Sanjacado de Drama
- Sanjacado de Tasos